# 午睡

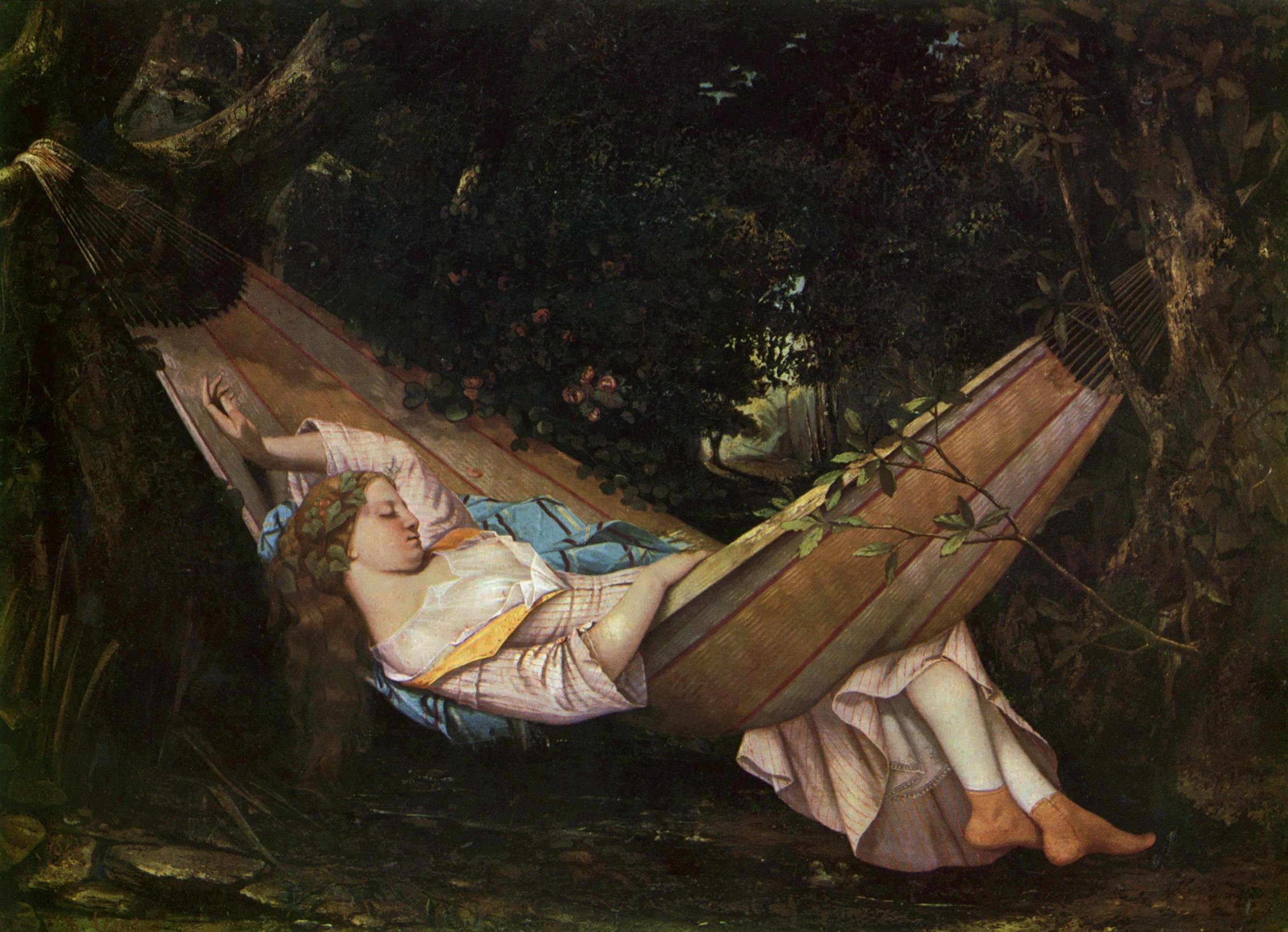
一幅描绘正在午睡的年轻女性画作（《吊床》，古斯塔夫·库尔贝（1844））

午睡，又称午休、中觉、昼寝等，指人在中午和午后的短暂睡眠或休息时间，长度从15分钟到几个小时不等。

## 作用
午睡可能有下列作用：
- 在上、下午中間插入一段休息；
- 避開中午不宜工作的炎熱天氣；
- 減少青少年及成年人在下午工作及讀書時的昏睡感；
- 預防心臟、血管、和中風等嚴重致命疾病；
- 應付午飯後餐後嗜睡現象；
- 老人精力降低而且夜間睡眠減少，因此要補充；
- 中醫養生認為，中午睡眠可以補充陽氣。例如《老老恆言》中記載：「每日時至午，陽氣漸消，少息所以養陽；時至子，陽氣漸長，熟睡所以養陰也」。